# 海胆石鳖亚科
海胆石鳖亚科（學名：Acanthopleurinae）是多板纲新石鳖亞綱石鳖目石鳖科的一個亞科，本分類物種均為在海洋生活的软体动物 。

## 分類
本亞科現時有四個屬，分別如下：
- 海胆石鳖属 Acanthopleura Guilding, 1829
- 駝石鱉屬 Liolophura
- Enoplochiton Gray, 1847
- Squamopleura Nierstrasz, 1905
- Acanthozostera Iredale & Hull, 1926在OBIS Indo-Pacific Molluscan Database （页面存档备份，存于）有紀錄，但未經證實[2]。